# Cantón de Coñac-Norte
El cantón de Coñac-Norte era una división administrativa francesa, que estaba situada en el departamento de Charente y la región de Poitou-Charentes.

## Composición
El cantón estaba formado por siete comunas:
- Boutiers-Saint-Trojan
- Bréville
- Cherves-Richemont
- Coñac
- Mesnac
- Saint-Brice
- Saint-Sulpice-de-Cognac

## Supresión del cantón de Coñac-Norte
En aplicación del Decreto nº 2014-195 de 20 de febrero de 2014, el cantón de Coñac-Norte fue suprimido el 22 de marzo de 2015 y sus 7 comunas pasaron a formar parte del nuevo cantón de Coñac-1.